# Яренинський Врх
Яренинський Врх (словен. Jareninski Vrh) — поселення в общині Песниця, Подравський регіон‎, Словенія.